# Vinaceite
Vinaceite ist eine Gemeinde in der Provinz Teruel in der Autonomen Region Aragón in Spanien. Sie liegt in der Comarca Bajo Martín und hatte 2024 182 Einwohner.

## Lage
Vinaceite liegt etwa 100 Kilometer (Luftlinie) in nordnordöstlicher Richtung von der Provinzhauptstadt Teruel und etwa 55 Kilometer (Luftlinie) südöstlich von Saragossa in einer Höhe von ca. 305 m.

## Bevölkerungsentwicklung
| Jahr      | 1970 | 1981 | 1991 | 2001 | 2011 | 2021 |
| Einwohner | 473  | 422  | 359  | 263  | 298  | 215  |

Die Mechanisierung der Landwirtschaft sowie die Aufgabe bäuerlicher Kleinbetriebe und der daraus resultierende Verlust an Arbeitsplätzen haben seit der Mitte des 20. Jahrhunderts zu einer Landflucht geführt.

## Sehenswürdigkeiten
- Reste einer iberischen Siedlung La Bovina

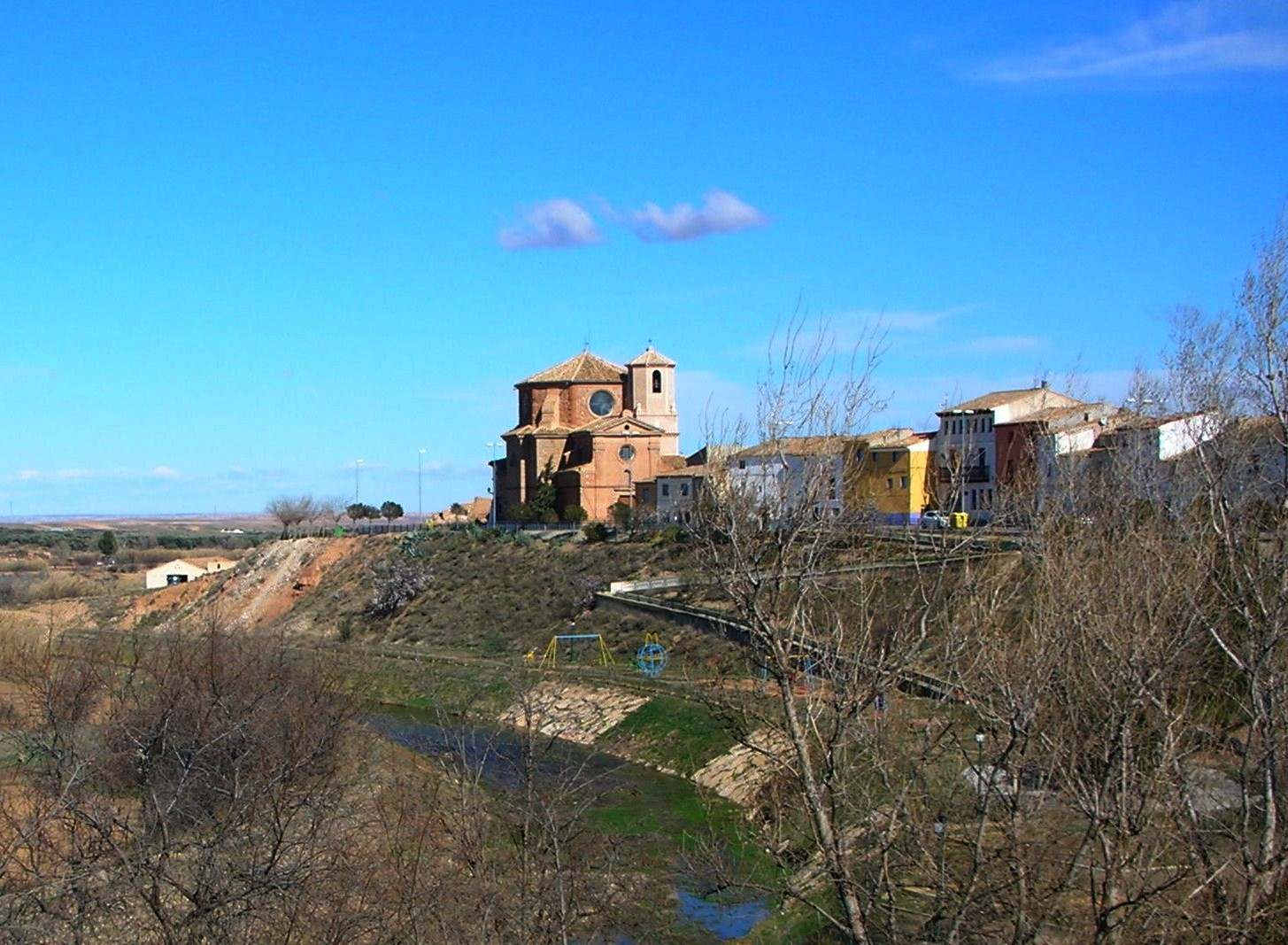
Johannes-der-Täufer-Kirche
- Marienkapelle

- Johannes-der-Täufer-Kirche